# Liste des cantons d'Eure-et-Loir

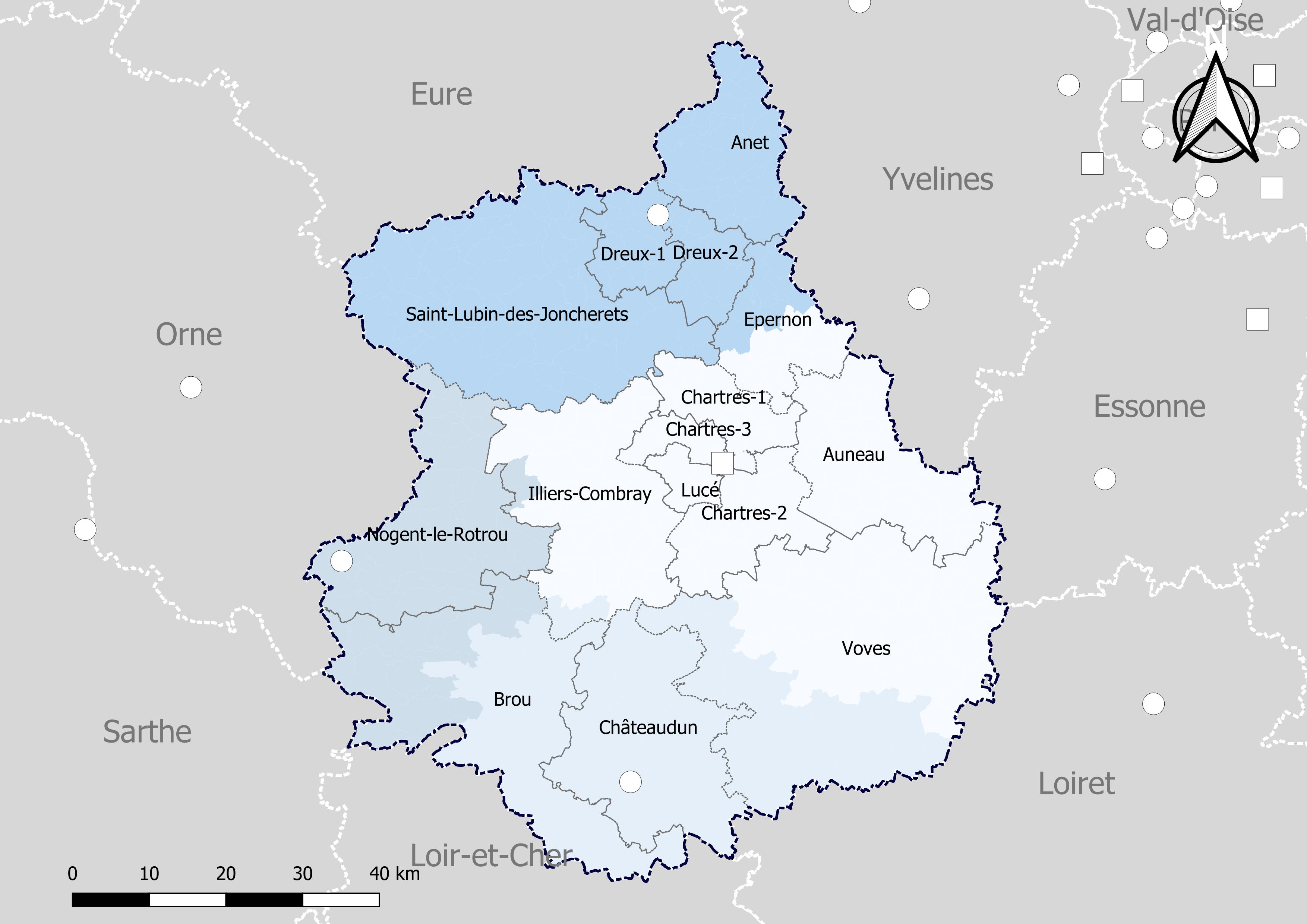
Découpage cantonal du département d'Eure-et-Loir, avec en surimpression les arrondissements (en nuances de bleu) - Carte arrêtée au 1er janvier 2019.

Le département d'Eure-et-Loir compte 15 cantons depuis 2015, à la suite du découpage cantonal de 2014.

## Histoire

### Découpage cantonal de 1790 à 1800
Le département est créé, composé de six districts, supprimés en 1795, regroupant 40 cantons :
- District de Chartres : 8 cantons ;
- District de Châteaudun : 8 cantons ;
- District de Châteauneuf-en-Thymerais : 6 cantons ;
- District de Dreux :  6 cantons ;
- District de Janville :  6 cantons ;
- District de Nogent-le-Rotrou ;  6 cantons.

Le district est une préfiguration de l'arrondissement, qui le remplace en 1800.

### Découpage cantonal de 1800 à 1973
Le nombre des cantons est réduit de 40 à 24. Sont supprimés 17 cantons : Arrou - Bailleau-L'Évèque - La Bazoche-Gouet - Bû - Champrond-en-Gâtine - Civry - Dammarie - Dangeau - Épernon - Frazé - Gallardon - Gommerville - Ouarville - Saint-Lubin-des-Joncherets - Sainville - Sancheville - Tremblay-les-Villages. Par ailleurs, le canton de Chartres est divisé en deux cantons, Chartres-Nord et Chartres-Sud.
Subsistent, par arrondissement, les cantons suivants :

#### De 1800 à 1926 et de 1943 à 1973
- arrondissement de Chartres (8 cantons - préfecture : Chartres) :
canton d'Auneau - canton de Chartres-Nord - canton de Chartres-Sud - canton de Courville-sur-Eure - canton d'Illiers-Combray - canton de Janville - canton de Maintenon - canton de Voves
- arrondissement de Châteaudun (5 cantons - sous-préfecture : Châteaudun) :
canton de Bonneval - canton de Brou - canton de Châteaudun - canton de Cloyes-sur-le-Loir - canton d'Orgères-en-Beauce
- arrondissement de Dreux (7 cantons - sous-préfecture : Dreux) :
canton d'Anet - canton de Brezolles - canton de Châteauneuf-en-Thymerais - canton de Dreux - canton de La Ferté-Vidame - canton de Nogent-le-Roi - canton de Senonches
- arrondissement de Nogent-le-Rotrou (4 cantons - sous-préfecture : Nogent-le-Rotrou) :
canton d'Authon-du-Perche - canton de La Loupe - canton de Nogent-le-Rotrou - canton de Thiron-Gardais

#### De 1926 à 1943
Durant cette période, l'arrondissement de Nogent-le-Rotrou est supprimé :
- Les cantons de Nogent-le-Rotrou, La Loupe et Thiron-Gardais sont rattachés à l'arrondissement de Chartres ;
- Le canton d'Authon-du-Perche est rattaché à l'arrondissement de Châteaudun.

### Découpage cantonal de 1973 à 1982
Le nombre de cantons est porté de 24 à 27. Seuls les cantons de Chartres-Nord, Chartres-Sud et Dreux sont modifiés :
- Le canton de Chartres-Nord est supprimé et divisé en deux cantons, Chartres-Nord-Est et Chartres-Nord-Ouest ;
- De même, le canton de Chartres-Sud est supprimé et divisé en deux cantons, Chartres-Sud-Est et Chartres-Sud-Ouest ;
- Le canton de Dreux est également supprimé et remplacé par deux cantons, Dreux-Nord-Est et Dreux-Sud-Ouest.

### Découpage cantonal de 1982 à 2015
Le nombre de cantons est porté de 27 à 29. Seuls les cantons de Chartres-Nord-Ouest et de Dreux sont modifiés :
- Le canton de Chartres-Nord-Ouest est supprimé et remplacé par deux cantons, Lucé et Mainvilliers ;
- Les deux cantons de Dreux sont réorganisés en trois cantons, Dreux-Est, Dreux-Ouest et Dreux-Sud.

Par arrondissement, les 29 cantons sont :
- arrondissement de Chartres (11 cantons - préfecture : Chartres) :
canton d'Auneau - canton de Chartres-Nord-Est - canton de Chartres-Sud-Est - canton de Chartres-Sud-Ouest - canton de Courville-sur-Eure - canton d'Illiers-Combray - canton de Janville - canton de Lucé - canton de Maintenon - canton de Mainvilliers - canton de Voves
- arrondissement de Châteaudun (5 cantons - sous-préfecture : Châteaudun) :
canton de Bonneval - canton de Brou - canton de Châteaudun - canton de Cloyes-sur-le-Loir - canton d'Orgères-en-Beauce
- arrondissement de Dreux (9 cantons - sous-préfecture : Dreux) :
canton d'Anet - canton de Brezolles - canton de Châteauneuf-en-Thymerais - canton de Dreux-Est - canton de Dreux-Ouest - canton de Dreux-Sud - canton de La Ferté-Vidame - canton de Nogent-le-Roi - canton de Senonches
- arrondissement de Nogent-le-Rotrou (4 cantons - sous-préfecture : Nogent-le-Rotrou) :
canton d'Authon-du-Perche - canton de La Loupe - canton de Nogent-le-Rotrou - canton de Thiron-Gardais

### Découpage cantonal de 2014
Dans la poursuite de la réforme territoriale engagée en 2010, l'Assemblée nationale adopte définitivement le 17 avril 2013 la réforme du mode de scrutin pour les élections départementales destinée à garantir la parité hommes/femmes. Les lois (loi organique 2013-402 et loi 2013-403) sont promulguées le 17 mai 2013. Un nouveau découpage territorial est défini par décret du 24 février 2014 pour le département d'Eure-et-Loir. Celui-ci entre en vigueur lors du premier renouvellement général des assemblées départementales suivant la publication du décret, soit en mars 2015. Les conseillers départementaux sont élus au scrutin majoritaire binominal mixte. Les électeurs de chaque canton éliront au Conseil départemental, nouvelle appellation des Conseils généraux, deux membres de sexe différent, qui se présenteront en binôme de candidats. Les conseillers départementaux seront élus pour 6 ans au scrutin binominal majoritaire à deux tours, l'accès au second tour nécessitant 10 % des inscrits au 1er tour. En outre la totalité des conseillers départementaux est renouvelée.
Ce nouveau mode de scrutin nécessite un redécoupage des cantons dont le nombre est divisé par deux avec arrondi à l'unité impaire supérieure si ce nombre n'est pas entier impair et avec des conditions de seuils minimaux. Dans l'Eure-et-Loir le nombre de cantons passe ainsi de 29 à 15.
Les critères du remodelage cantonal sont les suivants : le territoire de chaque canton doit être défini sur des bases essentiellement démographiques, le territoire de chaque canton doit être continu et les communes de moins de 3 500 habitants sont entièrement comprises dans le même canton. Il n’est fait référence, ni aux limites des arrondissements, ni à celles des circonscriptions législatives.
Conformément à de multiples décisions du Conseil constitutionnel depuis 1985 et notamment  sa décision n° 2010-618 DC du 9 décembre 2010, il est admis que le principe d’égalité des électeurs au regard des critères démographiques est respecté lorsque le ratio conseiller/habitant de la circonscription est compris dans une fourchette de 20 % de part et d'autre du ratio moyen conseiller/habitant du département. Pour le département d'Eure-et-Loir, la population de référence est la population légale en vigueur au 1er janvier 2013, à savoir la population millésimée 2010, soit 428 933 habitants. Avec 15 cantons la population moyenne par conseiller départemental est de 28 596 habitants. Ainsi la population de chaque nouveau canton doit-elle être comprise entre 22 876 habitants et 34 315 habitants pour respecter le principe de l'égalité citoyenne au vu des critères démographiques.

### Décret de 2019
À la suite de la création en Eure-et-Loir, à partir de 2015, de plusieurs communes nouvelles, la liste des communes de plusieurs cantons est actualisée par un décret du 7 novembre 2019 et l'un des cantons est renommé.

## Composition actuelle

### Composition détaillée
| N° | Nom du Canton              | Bureau centralisateur          | Population 2010            | Écart /moyenne | Nombre de communes entières | Communes composant le canton |
| -- | -------------------------- | ------------------------------ | -------------------------- | -------------- | --------------------------- | --- |
| 1  | Anet                       | Anet                           | 24 144                     | 0,84           | 25                          | Abondant, Anet, Berchères-sur-Vesgre, Boncourt, Boutigny-Prouais, Broué, Bû, La Chapelle-Forainvilliers, La Chaussée-d'Ivry, Cherisy, Germainville, Gilles, Goussainville, Guainville, Havelu, Marchezais, Le Mesnil-Simon, Montreuil, Oulins, Rouvres, Saint-Lubin-de-la-Haye, Saint-Ouen-Marchefroy, Saussay, Serville, Sorel-Moussel. |
| 2  | Auneau                     | Auneau-Bleury-Saint-Symphorien | 22 576                     | 0,79           | 32                          | Ardelu, Aunay-sous-Auneau, Auneau-Bleury-Saint-Symphorien, Bailleau-Armenonville, Béville-le-Comte, Champseru, La Chapelle-d'Aunainville, Châtenay, Denonville, Écrosnes, Francourville, Gallardon, Garancières-en-Beauce, Le Gué-de-Longroi, Houville-la-Branche, Léthuin, Levainville, Maisons, Moinville-la-Jeulin, Mondonville-Saint-Jean, Morainville, Oinville-sous-Auneau, Oysonville, Roinville, Saint-Léger-des-Aubées, Sainville, Santeuil, Umpeau, Vierville, Voise, Yermenonville, Ymeray. |
| 3  | Brou                       | Brou                           | 24 637                     | 0,86           | 24                          | Les Autels-Villevillon, Authon-du-Perche, La Bazoche-Gouet, Beaumont-les-Autels, Béthonvilliers, Brou, Chapelle-Guillaume, Chapelle-Royale, Charbonnières, Cloyes-les-Trois-Rivières, Coudray-au-Perche, Dampierre-sous-Brou, Les Étilleux, Frazé, Gohory, Luigny, Miermaigne, Montigny-le-Chartif, Mottereau, Moulhard, Saint-Bomer, Unverre, Vald'Yerre, Yèvres. |
| 4  | Chartres-1                 | Chartres                       | 12 280 + fraction Chartres |                | 11 + fraction Chartres      | 1° Les communes suivantes : Berchères-Saint-Germain, Briconville, Challet, Champhol, Clévilliers, Coltainville, Fresnay-le-Gilmert, Gasville-Oisème, Jouy, Poisvilliers, Saint-Prest. 2° La partie de la commune de Chartres située à l'est et au nord d'une ligne définie par l'axe des voies et limites suivantes : depuis la limite territoriale de la commune de Lèves, chemin du Rigeard, chemin des Grandes-Plantes, rue Gabriel-Loire, avenue de Beaurepaire, cours de l'Eure, boulevard Jean-Jaurès, boulevard du Maréchal-Foch, rue de la Porte-Guillaume, rue du Bourg, place Jacqueline-de-Romilly, rue Saint-Éman, tertre de la Poissonnerie, place de la Poissonnerie, rue de la Poissonnerie, rue du Soleil-d'Or, rue Noël-Ballay, rue Jacques-Delacroix, place des Épars, boulevard Chasles, place Pasteur, boulevard de la Courtille, rue du Faubourg-la-Grappe, rue de Sours, jusqu'à la limite territoriale de la commune de Gellainville. |
| 5  | Chartres-2                 | Chartres                       | 16 790 + fraction Chartres |                | 14 + fraction Chartres      | 1° Les communes suivantes : Berchères-les-Pierres, La Bourdinière-Saint-Loup, Corancez, Le Coudray, Dammarie, Fresnay-le-Comte, Gellainville, Mignières, Morancez, Nogent-le-Phaye, Prunay-le-Gillon, Sours, Thivars, Ver-lès-Chartres. 2° La partie de la commune de Chartres située au sud d'une ligne définie par l'axe des voies et limites suivantes : depuis la limite territoriale de la commune de Luisant, avenue du Maréchal-Maunoury, rue du Docteur-Gabriel-Maunoury, place des Épars, boulevard Chasles, place Pasteur, boulevard de la Courtille, rue du Faubourg-la-Grappe, rue de Sours, jusqu'à la limite territoriale de la commune de Gellainville. |
| 6  | Chartres-3                 | Chartres                       | 18 144 + fraction Chartres |                | 4 + fraction Chartres       | 1° Les communes suivantes : Bailleau-l'Évêque, Lèves, Mainvilliers, Saint-Aubin-des-Bois. 2° La partie de la commune de Chartres non incluse dans les cantons de Chartres-1 et de Chartres-2. |
| 7  | Châteaudun                 | Châteaudun                     | 32 085                     | 1,12           | 25                          | Alluyes, Bonneval, La Chapelle-du-Noyer, Châteaudun, Conie-Molitard, Dancy, Dangeau, Donnemain-Saint-Mamès, Flacey, Jallans, Logron, Marboué, Moléans, Montboissier, Montharville, Moriers, Saint-Christophe, Saint-Denis-Lanneray, Saint-Maur-sur-le-Loir, Saumeray, Thiville, Trizay-lès-Bonneval, Villampuy, Villemaury, Villiers-Saint-Orien. |
| 8  | Dreux-1                    | Dreux                          | 18 404 + fraction Dreux    |                | 12 + fraction Dreux         | 1° Les communes suivantes : Allainville, Aunay-sous-Crécy, Boissy-en-Drouais, Crécy-Couvé, Garancières-en-Drouais, Garnay, Louvilliers-en-Drouais, Marville-Moutiers-Brûlé, Saulnières, Tréon, Vernouillet, Vert-en-Drouais. 2° La partie de la commune de Dreux située à l'ouest d'une ligne définie par l'axe des voies et limites suivantes : depuis la limite territoriale de la commune de Montreuil, route départementale 928, rue Sam-Isaacs, rue Jean-Giono, chemin rural 66 dit ruelle des Pains-Perdus, en lisière du bosquet des Pains-Perdus, section de droite traversant la route nationale 12 prolongée jusqu'au chemin des Pains-Perdus, chemin des Pains-Perdus, chemin des Pommiers, limite séparative des parcelles AK 132 et AK 25, limite séparative des parcelles AK 132 et AI 11, avenue du Général-Pershing, avenue Voisin, rue de la Grande-Falaise, chemin du Roi, rue du Président-Wilson, rue de Billy, rue du Bois-Sabot, rue du Vieux-Pavé, rue Saint-Thibault, rond-point Francis-et-Maurice-Dablin, jusqu'à la limite territoriale de la commune de Vernouillet. |
| 9  | Dreux-2                    | Dreux                          | 10 356 + fraction Dreux    |                | 13 + fraction Dreux         | 1° Les communes suivantes : Le Boullay-Mivoye, Le Boullay-Thierry, Bréchamps, Charpont, Chaudon, Croisilles, Écluzelles, Luray, Mézières-en-Drouais, Ormoy, Ouerre, Sainte-Gemme-Moronval, Villemeux-sur-Eure. 2° La partie de la commune de Dreux non incluse dans le canton de Dreux-1. |
| 10 | Épernon                    | Épernon                        | 33 965                     | 1,19           | 23                          | Bouglainval, Chartainvilliers, Coulombs, Droue-sur-Drouette, Épernon, Faverolles, Gas, Hanches, Houx, Lormaye, Maintenon, Mévoisins, Néron, Nogent-le-Roi, Pierres, Les Pinthières, Saint-Laurent-la-Gâtine, Saint-Lucien, Saint-Martin-de-Nigelles, Saint-Piat, Senantes, Soulaires, Villiers-le-Morhier. |
| 11 | Illiers-Combray            | Illiers-Combray                | 25 745                     | 0,9            | 40                          | Bailleau-le-Pin, Billancelles, Blandainville, Cernay, Charonville, Les Châtelliers-Notre-Dame, Chauffours, Chuisnes, Courville-sur-Eure, Dangers, Épeautrolles, Ermenonville-la-Grande, Ermenonville-la-Petite, Le Favril, Fontaine-la-Guyon, Friaize, Fruncé, Illiers-Combray, Landelles, Luplanté, Magny, Marchéville, Méréglise, Meslay-le-Grenet, Mittainvilliers-Vérigny, Nogent-sur-Eure, Ollé, Orrouer, Pontgouin, Saint-Arnoult-des-Bois, Saint-Avit-les-Guespières, Saint-Denis-des-Puits, Saint-Éman, Saint-Georges-sur-Eure, Saint-Germain-le-Gaillard, Saint-Luperce, Sandarville, Le Thieulin, Vieuvicq, Villebon. |
| 12 | Lucé                       | Lucé                           | 27 524                     | 0,96           | 6                           | Amilly, Barjouville, Cintray, Fontenay-sur-Eure, Lucé, Luisant. |
| 13 | Nogent-le-Rotrou           | Nogent-le-Rotrou               | 29 571                     | 1,03           | 30                          | Arcisses, Argenvilliers, Belhomert-Guéhouville, Champrond-en-Gâtine, Champrond-en-Perchet, Chassant, Combres, Les Corvées-les-Yys, La Croix-du-Perche, Fontaine-Simon, Happonvilliers, La Gaudaine, La Loupe, Manou, Marolles-les-Buis, Meaucé, Montireau, Montlandon, Nogent-le-Rotrou, Nonvilliers-Grandhoux, Saint-Éliph, Saint-Jean-Pierre-Fixte, Saint-Maurice-Saint-Germain, Saint-Victor-de-Buthon, Saintigny, Souancé-au-Perche, Thiron-Gardais, Trizay-Coutretot-Saint-Serge, Vaupillon, Vichères. |
| 14 | Saint-Lubin-des-Joncherets | Saint-Lubin-des-Joncherets     | 32 998                     | 1,15           | 47                          | Ardelles, Beauche, Bérou-la-Mulotière, Boissy-lès-Perche, Le Boullay-les-Deux-Églises, Brezolles, La Chapelle-Fortin, Châtaincourt, Châteauneuf-en-Thymerais, Les Châtelets, Crucey-Villages, Dampierre-sur-Avre, Digny, Escorpain, Favières, La Ferté-Vidame, Fessanvilliers-Mattanvilliers, Fontaine-les-Ribouts, La Framboisière, Jaudrais, Lamblore, Laons, Louvilliers-lès-Perche, Maillebois, La Mancelière, Le Mesnil-Thomas, Montigny-sur-Avre, Morvilliers, Prudemanche, La Puisaye, Puiseux, Les Ressuintes, Revercourt, Rohaire, Rueil-la-Gadelière, Saint-Ange-et-Torçay, Saint-Jean-de-Rebervilliers, Saint-Lubin-de-Cravant, Saint-Lubin-des-Joncherets, Saint-Maixme-Hauterive, Saint-Rémy-sur-Avre, Saint-Sauveur-Marville, La Saucelle, Senonches, Serazereux, Thimert-Gâtelles, Tremblay-les-Villages. |
| 15 | Les Villages Vovéens       | Les Villages Vovéens           | 28 414                     | 0,99           | 57                          | Allonnes, Baigneaux, Barmainville, Baudreville, Bazoches-en-Dunois, Bazoches-les-Hautes, Beauvilliers, Boisville-la-Saint-Père, Boncé, Bouville, Bullainville, Cormainville, Courbehaye, Dambron, Éole-en-Beauce, Fontenay-sur-Conie, Fresnay-l'Évêque, Le Gault-Saint-Denis, Gommerville, Gouillons, Guilleville, Guillonville, Intréville, Janville-en-Beauce, Levesville-la-Chenard, Loigny-la-Bataille, Louville-la-Chenard, Lumeau, Mérouville, Meslay-le-Vidame, Moutiers, Neuvy-en-Beauce, Neuvy-en-Dunois, Nottonville, Oinville-Saint-Liphard, Orgères-en-Beauce, Ouarville, Péronville, Poinville, Poupry, Prasville, Pré-Saint-Évroult, Pré-Saint-Martin, Réclainville, Rouvray-Saint-Denis, Sancheville, Santilly, Terminiers, Theuville, Tillay-le-Péneux, Toury, Trancrainville, Varize, Les Villages Vovéens, Villars, Vitray-en-Beauce, Ymonville. |
|    |                            |                                | 428 933                    |                | 365                         | |

### Répartition par arrondissement
Contrairement à l'ancien découpage où chaque canton était inclus à l'intérieur d'un seul arrondissement, le nouveau découpage territorial s'affranchit des limites des arrondissements. Certains cantons peuvent être composés de communes appartenant à des arrondissements différents. Dans le département d'Eure-et-Loir, c'est le cas de quatre cantons (Brou, Épernon, Illiers-Combray, Les Villages Vovéens).
Le tableau suivant présente la répartition par arrondissement :
| N° | Canton                     | Chartres               | Châteaudun | Dreux               | Nogent-le-Rotrou | Total                  |
| -- | -------------------------- | ---------------------- | ---------- | ------------------- | ---------------- | ---------------------- |
| 1  | Anet                       |                        |            | 25                  |                  | 25                     |
| 2  | Auneau                     | 32                     |            |                     |                  | 32                     |
| 3  | Brou                       |                        | 8          |                     | 16               | 24                     |
| 4  | Chartres-1                 | 11 + fraction Chartres |            |                     |                  | 11 + fraction Chartres |
| 5  | Chartres-2                 | 14 + fraction Chartres |            |                     |                  | 14 + fraction Chartres |
| 6  | Chartres-3                 | 4 + fraction Chartres  |            |                     |                  | 4 + fraction Chartres  |
| 7  | Châteaudun                 |                        | 25         |                     |                  | 25                     |
| 8  | Dreux-1                    |                        |            | 12 + fraction Dreux |                  | 12 + fraction Dreux    |
| 9  | Dreux-2                    |                        |            | 13 + fraction Dreux |                  | 13 + fraction Dreux    |
| 10 | Épernon                    | 13                     |            | 10                  |                  | 23                     |
| 11 | Illiers-Combray            | 36                     | 2          |                     | 2                | 40                     |
| 12 | Lucé                       | 6                      |            |                     |                  | 6                      |
| 13 | Nogent-le-Rotrou           |                        |            |                     | 30               | 30                     |
| 14 | Saint-Lubin-des-Joncherets |                        |            | 47                  |                  | 47                     |
| 15 | Les Villages Vovéens       | 31                     | 26         |                     |                  | 57                     |
|    |                            | 148                    | 61         | 108                 | 48               | 365                    |